# Евразийски слонове
Евразийските слонове (Elephas) са род едри бозайници от семейство Слонове (Elephantidae).
Известни са около 10 вида, само един от които съществува в наши дни – азиатският слон (Elephas maximus), разпространен в Южна и Югоизточна Азия.

## Видове
Род Евразийски слонове (Elephas) Linnaeus, 1758
- Вид †Elephas antiquus (Falconer & Cautley, 1847)
- Вид †Elephas beyeri
- Вид †Elephas celebensis
- Вид †Elephas creticus Bate, 1907
- Вид †Elephas chaniensis Symeonidis, 2000
- Вид †Elephas creutzburgi
- Вид †Elephas cypriotes Bate, 1904
- Вид †Elephas ekorensis
- Вид †Elephas falconeri Busk, 1867
- Вид †Elephas hysudricus (Falconer and Cautley, 1845)
- Вид †Elephas iolensis
- Вид †Elephas mnaidriensis (Adams, 1874)
- Вид †Elephas melitensis
- Вид †Elephas namadicus Falconer & Cautley, 1845
- Вид †Elephas naumanni Makiyama, 1924
- Вид †Elephas planifrons
- Вид †Elephas platycephalus
- Вид †Elephas recki Dietrich, 1894
- Вид Азиатски слон (Elephas maximus) Linnaeus, 1758 
  - Подвид †Китайски слон (Elephas maximus rubridens)
  - Подвид †Сирийски слон (Elephas maximus asurus)
  - Подвид Индийски слон (Elephas maximus indicus) Cuvier, 1798
  - Подвид Цейлонски слон (Elephas maximus maximus) Linnaeus, 1758
  - Подвид Суматренски слон (Elephas maximus sumatranus) Temminck, 1847
  - Подвид Борнейски слон (Elephas maximus borneensis) Deraniyagala, 1950